# Trois vallées varésines 2024
Les Trois vallées varésines 2024 (en italien : Tre Valli Varesine 2024) est la 103e édition de cette course cycliste masculine sur route. Elle a lieu le 8 octobre 2024, sur une distance de 200,3 kilomètres entre Busto Arsizio et Varèse, en Lombardie, en Italie. Elle fait partie du calendrier UCI ProSeries 2024 en catégorie 1.Pro. 

## Présentation

### Parcours
Au départ de Busto Arsizio, les coureurs parcourent 26 kilomètres avant d'aborder le premier circuit de 15,9 km qu'ils accomplissent huit fois. Ce circuit comprend deux montées : celle de Ronchi suivie immédiatement de la Via Montello. Ensuite, ce circuit s'agrandit pour ajouter deux montées supplémentaires consécutives : la Via Cinque Piante et la Via Matteotti, et compter 31,4 km à parcourir deux fois. Les dernières difficultés de la course sont le second passage de la Via Matteotti à 13,9 km de l'arrivée et la dixième ascension de Ronchi dont le sommet se trouve à 1 100 mètres de la ligne d'arrivée de Varèse franchie après 200,3 km

### Équipes
? équipes sont au départ de la course : ? UCI WorldTeam et ? UCI ProTeam.
| Unknown team category |
|                       |

## Déroulement de la course
Dans un premier temps raccourcie de 30 kilomètres, l'épreuve est finalement stoppée après 60 kilomètres de course, en raison de fortes pluies. Aucun coureur n'est déclaré vainqueur, malgré la présence d'un groupe d'échappés en tête de course.

## Classements UCI
La course attribue des points au Classement mondial UCI 2024 selon le barème suivant.
| Position           | 1er | 2e  | 3e  | 4e  | 5e | 6e | 7e | 8e | 9e | 10e | 11e | 12e | 13e | 14e | 15e | 16e à 30e | 31e à 40e |
| Classement général | 200 | 150 | 125 | 100 | 85 | 70 | 60 | 50 | 40 | 35  | 30  | 25  | 20  | 15  | 10  | 5         | 3         |